# Città di Lithgow
La città di Lithgow è una Local Government Area che si trova nel Nuovo Galles del Sud. Essa si estende su una superficie di 4.551 chilometri quadrati e ha una popolazione di 20.160 abitanti. La sede del consiglio si trova a Lithgow.
Al suo interno si trova al interno si trova la città di Portland.